# Magistratura rumena
La magistratura rumena è la magistratura della Romania, formata da un sistema gerarchico di giudici, con un modello di civil law, basato su quello francese.
Le istituzioni della magistratura rumena sono le seguenti:
- Corte costituzionale della Romania
- Alta corte di cassazione e giustizia (in romeno Înalta Curte de Casaţie şi Justitie)
- 15 corti d'appello (Curti de Apel)
- 40 tribunali distrettuali e la Corte municipale di Bucarest
- tribunali locali (Judecătorii)